# 1989-es Le Mans-i 24 órás verseny
Az 57. Le Mans-i 24 órás versenyt 1989. június 10. és június 11. között rendezték meg.

## Végeredmény
| Helyezés | Kategória | #   | Csapat                                | Versenyző                                               | Modell                                | Gumi | Körök |
| Helyezés | Kategória | #   | Csapat                                | Versenyző                                               | Motor                                 | Gumi | Körök |
| -------- | --------- | --- | ------------------------------------- | ------------------------------------------------------- | ------------------------------------- | ---- | ----- |
| 1        | C1        | 63  | Team Sauber Mercedes                  | Jochen Mass Manuel Reuter Stanley Dickens               | Sauber C9                             | M    | 389   |
| 1        | C1        | 63  | Team Sauber Mercedes                  | Jochen Mass Manuel Reuter Stanley Dickens               | Mercedes-Benz M119 5.0L Turbo V8      | M    | 389   |
| 2        | C1        | 61  | Team Sauber Mercedes                  | Mauro Baldi Kenny Acheson Gianfranco Brancatelli        | Sauber C9                             | M    | 384   |
| 2        | C1        | 61  | Team Sauber Mercedes                  | Mauro Baldi Kenny Acheson Gianfranco Brancatelli        | Mercedes-Benz M119 5.0L Turbo V8      | M    | 384   |
| 3        | C1        | 9   | Joest Racing                          | Hans-Joachim Stuck Bob Wollek                           | Porsche 962C                          | G    | 382   |
| 3        | C1        | 9   | Joest Racing                          | Hans-Joachim Stuck Bob Wollek                           | Porsche Type-935 3.0L Turbo Flat-6    | G    | 382   |
| 4        | C1        | 1   | Silk Cut Jaguar Tom Walkinshaw Racing | Jan Lammers Patrick Tambay Andrew Gilbert-Scott         | Jaguar XJR-9LM                        | D    | 380   |
| 4        | C1        | 1   | Silk Cut Jaguar Tom Walkinshaw Racing | Jan Lammers Patrick Tambay Andrew Gilbert-Scott         | Jaguar 7.0L V12                       | D    | 380   |
| 5        | C1        | 62  | Team Sauber Mercedes                  | Jean-Louis Schlesser Jean-Pierre Jabouille Alain Cudini | Sauber C9                             | M    | 378   |
| 5        | C1        | 62  | Team Sauber Mercedes                  | Jean-Louis Schlesser Jean-Pierre Jabouille Alain Cudini | Mercedes-Benz M119 5.0L Turbo V8      | M    | 378   |
| 6        | C1        | 8   | Joest Racing                          | Henri Pescarolo Claude Ballot-Léna Jean-Louis Ricci     | Porsche 962C                          | G    | 371   |
| 6        | C1        | 8   | Joest Racing                          | Henri Pescarolo Claude Ballot-Léna Jean-Louis Ricci     | Porsche Type-935 3.0L Turbo Flat-6    | G    | 371   |
| 7        | GTP       | 201 | Mazdaspeed Co. Ltd.                   | Dave Kennedy Pierre Dieudonné Chris Hodgetts            | Mazda 767B                            | D    | 368   |
| 7        | GTP       | 201 | Mazdaspeed Co. Ltd.                   | Dave Kennedy Pierre Dieudonné Chris Hodgetts            | Mazda 13J 2.6L 4-Rotor                | D    | 368   |
| 8        | C1        | 4   | Silk Cut Jaguar Tom Walkinshaw Racing | Alain Ferté Michel Ferté Eliseo Salazar                 | Jaguar XJR-9LM                        | D    | 368   |
| 8        | C1        | 4   | Silk Cut Jaguar Tom Walkinshaw Racing | Alain Ferté Michel Ferté Eliseo Salazar                 | Jaguar 7.0L V12                       | D    | 368   |
| 9        | GTP       | 202 | Mazdaspeed Co. Ltd.                   | Takashi Yorino Hervé Regout Elliot Forbes-Robinson      | Mazda 767B                            | D    | 365   |
| 9        | GTP       | 202 | Mazdaspeed Co. Ltd.                   | Takashi Yorino Hervé Regout Elliot Forbes-Robinson      | Mazda 13J 2.6L 4-Rotor                | D    | 365   |
| 10       | C1        | 16  | Brun Motorsport                       | Harald Huysman Uwe Schäfer Dominique Lacaud             | Porsche 962C                          | Y    | 351   |
| 10       | C1        | 16  | Brun Motorsport                       | Harald Huysman Uwe Schäfer Dominique Lacaud             | Porsche Type-935 3.0L Turbo Flat-6    | Y    | 351   |
| 11       | C1        | 18  | Aston Martin Ecurie Ecosse            | Brian Redman Michael Roe Costas Los                     | Aston Martin AMR1                     | G    | 340   |
| 11       | C1        | 18  | Aston Martin Ecurie Ecosse            | Brian Redman Michael Roe Costas Los                     | Aston Martin (Callaway) RDP87 6.0L V8 | G    | 340   |
| 12       | GTP       | 203 | Mazdaspeed Co. Ltd.                   | Yojiro Terada Marc Duez Volker Weidler                  | Mazda 767                             | D    | 339   |
| 12       | GTP       | 203 | Mazdaspeed Co. Ltd.                   | Yojiro Terada Marc Duez Volker Weidler                  | Mazda 13J 2.6L 4-Rotor                | D    | 339   |
| 13       | C1        | 55  | Team Schuppan                         | Vern Schuppan Eje Elgh Gary Brabham                     | Porsche 962C                          | D    | 321   |
| 13       | C1        | 55  | Team Schuppan                         | Vern Schuppan Eje Elgh Gary Brabham                     | Porsche Type-935 3.0L Turbo Flat-6    | D    | 321   |
| 14       | C2        | 113 | Courage Compétition                   | Jean-Claude Andruet Philippe Farjon Shunji Kasuya       | Cougar C20B                           | G    | 312   |
| 14       | C2        | 113 | Courage Compétition                   | Jean-Claude Andruet Philippe Farjon Shunji Kasuya       | Porsche Type-935 2.8L Turbo Flat-6    | G    | 312   |
| 15       | C1        | 20  | Team Davey                            | Tim Lee-Davey Tom Dodd-Noble Katsunori Iketani          | Porsche 962C                          | D    | 308   |
| 15       | C1        | 20  | Team Davey                            | Tim Lee-Davey Tom Dodd-Noble Katsunori Iketani          | Porsche Type-935 3.0L Turbo Flat-6    | D    | 308   |
| 16       | C2        | 171 | Team Mako                             | Robbie Stirling Ross Hyett Don Shead                    | Spice SE88C                           | G    | 307   |
| 16       | C2        | 171 | Team Mako                             | Robbie Stirling Ross Hyett Don Shead                    | Ford Cosworth DFL 3.3L V8             | G    | 307   |
| 17       | C2        | 108 | Roy Baker Racing GP Motorsport        | Dudley Wood Evan Clements Philippe de Henning           | Spice SE87C                           | G    | 303   |
| 17       | C2        | 108 | Roy Baker Racing GP Motorsport        | Dudley Wood Evan Clements Philippe de Henning           | Ford Cosworth DFL 3.3L V8             | G    | 303   |
| 18       | C2        | 126 | France Prototeam                      | Jean Messaoudi Pierre-François Rousselot Thierry Lecerf | Argo JM19C                            | G    | 297   |
| 18       | C2        | 126 | France Prototeam                      | Jean Messaoudi Pierre-François Rousselot Thierry Lecerf | Ford Cosworth DFL 3.3L V8             | G    | 297   |
| 19       | C2        | 104 | Graff Racing                          | Jean-Philippe Grand Remy Pochauvin Jean-Luc Roy         | Spice SE89C                           | ?    | 291   |
| 19       | C2        | 104 | Graff Racing                          | Jean-Philippe Grand Remy Pochauvin Jean-Luc Roy         | Ford Cosworth DFL 3.3L V8             | ?    | 291   |
| 20 DNF   | C1        | 14  | Richard Lloyd Racing                  | Derek Bell James Weaver Tiff Needell                    | Porsche 962C GTi                      | G    | 339   |
| 20 DNF   | C1        | 14  | Richard Lloyd Racing                  | Derek Bell James Weaver Tiff Needell                    | Porsche Type-935 3.0L Turbo Flat-6    | G    | 339   |
| 21 DNF   | C1        | 10  | Porsche Kremer Racing                 | Kunimitsu Takahashi Bruno Giacomelli Giovanni Lavaggi   | Porsche 962C                          | Y    | 303   |
| 21 DNF   | C1        | 10  | Porsche Kremer Racing                 | Kunimitsu Takahashi Bruno Giacomelli Giovanni Lavaggi   | Porsche Type-935 3.0L Turbo Flat-6    | Y    | 303   |
| 22 DNF   | C1        | 25  | Nissan Motorsport                     | Geoff Brabham Chip Robinson Arie Luyendyk               | Nissan R89C                           | D    | 250   |
| 22 DNF   | C1        | 25  | Nissan Motorsport                     | Geoff Brabham Chip Robinson Arie Luyendyk               | Nissan VRH35Z 3.5L Turbo V8           | D    | 250   |
| 23 DNF   | C2        | 101 | Chamberlain Engineering               | Fermín Velez Nick Adams Luigi Taverna                   | Spice SE88C                           | G    | 244   |
| 23 DNF   | C2        | 101 | Chamberlain Engineering               | Fermín Velez Nick Adams Luigi Taverna                   | Ford Cosworth DFL 3.3L V8             | G    | 244   |
| 24 DNF   | C1        | 17  | Repsol Brun Motorsport                | Oscar Larrauri Walter Brun Jésus Pareja                 | Porsche 962C                          | Y    | 242   |
| 24 DNF   | C1        | 17  | Repsol Brun Motorsport                | Oscar Larrauri Walter Brun Jésus Pareja                 | Porsche Type-935 3.0L Turbo Flat-6    | Y    | 242   |
| 25 DNF   | C1        | 21  | Spice Engineering                     | Ray Bellm Gordon Spice Lyn St. James                    | Spice SE89C                           | G    | 229   |
| 25 DNF   | C1        | 21  | Spice Engineering                     | Ray Bellm Gordon Spice Lyn St. James                    | Ford Cosworth DFZ 3.5L V8             | G    | 229   |
| 26 DNF   | C1        | 15  | Richard Lloyd Racing                  | Steven Andskär David Hobbs Damon Hill                   | Porsche 962C GTi                      | G    | 228   |
| 26 DNF   | C1        | 15  | Richard Lloyd Racing                  | Steven Andskär David Hobbs Damon Hill                   | Porsche Type-935 3.0L Turbo Flat-6    | G    | 228   |
| 27 DNF   | C1        | 32  | Team LeMans Co. Courage Compétition   | Takao Wada Akio Morimoto Anders Olofsson                | March 88S                             | Y    | 221   |
| 27 DNF   | C1        | 32  | Team LeMans Co. Courage Compétition   | Takao Wada Akio Morimoto Anders Olofsson                | Nissan VG30 3.0L Turbo V6             | Y    | 221   |
| 28 DNF   | C1        | 2   | Silk Cut Jaguar Tom Walkinshaw Racing | John Nielsen Andy Wallace Price Cobb                    | Jaguar XJR-9LM                        | D    | 215   |
| 28 DNF   | C1        | 2   | Silk Cut Jaguar Tom Walkinshaw Racing | John Nielsen Andy Wallace Price Cobb                    | Jaguar 7.0L V12                       | D    | 215   |
| 29 DNF   | C2        | 106 | Porto Kaleo Team                      | Robin Smith Vito Veninta Stefano Sebastiani             | Tiga GC288                            | G    | 194   |
| 29 DNF   | C2        | 106 | Porto Kaleo Team                      | Robin Smith Vito Veninta Stefano Sebastiani             | Ford Cosworth DFL 3.3L V8             | G    | 194   |
| 30 DNF   | C1        | 34  | Equipe Alméras Fréres                 | Jacques Alméras Jean-Marie Alméras Alain Ianetta        | Porsche 962C                          | G    | 188   |
| 30 DNF   | C1        | 34  | Equipe Alméras Fréres                 | Jacques Alméras Jean-Marie Alméras Alain Ianetta        | Porsche Type-935 3.0L Turbo Flat-6    | G    | 188   |
| 31 DNF   | C1        | 12  | Courage Compétition                   | Patrick Gonin Bernard de Dryver Bernard Santal          | Cougar C22LM                          | G    | 168   |
| 31 DNF   | C1        | 12  | Courage Compétition                   | Patrick Gonin Bernard de Dryver Bernard Santal          | Porsche Type-935 3.0L Turbo Flat-6    | G    | 168   |
| 32 DNF   | C1        | 23  | Nissan Motorsports                    | Masahiro Hasemi Kazuyoshi Hoshino Szuzuki Tosio         | Nissan R89C                           | D    | 167   |
| 32 DNF   | C1        | 23  | Nissan Motorsports                    | Masahiro Hasemi Kazuyoshi Hoshino Szuzuki Tosio         | Nissan VRH35Z 3.5L Turbo V8           | D    | 167   |
| 33 DNF   | C1        | 19  | Aston Martin Ecurie Ecosse            | David Leslie Ray Mallock David Sears                    | Aston Martin AMR1                     | G    | 153   |
| 33 DNF   | C1        | 19  | Aston Martin Ecurie Ecosse            | David Leslie Ray Mallock David Sears                    | Aston Martin (Callaway) RDP87 6.0L V8 | G    | 153   |
| 34 DNF   | C1        | 22  | Spice Engineering                     | Thorkild Thyrring Wayne Taylor Tim Harvey               | Spice SE89C                           | G    | 150   |
| 34 DNF   | C1        | 22  | Spice Engineering                     | Thorkild Thyrring Wayne Taylor Tim Harvey               | Ford Cosworth DFZ 3.5L V8             | G    | 150   |
| 35 DNF   | C2        | 103 | France Prototeam                      | Bernard Thuner Philippe de Thoisy Raymond Touroul       | Spice SE88C                           | G    | 133   |
| 35 DNF   | C2        | 103 | France Prototeam                      | Bernard Thuner Philippe de Thoisy Raymond Touroul       | Ford Cosworth DFL 3.3L V8             | G    | 133   |
| 36 DNF   | C2        | 107 | Tiga Race Team                        | Max Cohen-Olivar John Sheldon Robin Donovan             | Tiga GC289                            | G    | 126   |
| 36 DNF   | C2        | 107 | Tiga Race Team                        | Max Cohen-Olivar John Sheldon Robin Donovan             | Ford Cosworth DFL 3.3L V8             | G    | 126   |
| 37 DNF   | C1        | 7   | Joest Racing                          | Frank Jelinski Pierre-Henri Raphanel Louis Krages       | Porsche 962C                          | G    | 124   |
| 37 DNF   | C1        | 7   | Joest Racing                          | Frank Jelinski Pierre-Henri Raphanel Louis Krages       | Porsche Type-935 3.0L Turbo Flat-6    | G    | 124   |
| 38 DNF   | C1        | 52  | WM Secateva                           | Pascal Pessiot Jean-Daniel Raulet Philippe Gache        | WM P489                               | M    | 110   |
| 38 DNF   | C1        | 52  | WM Secateva                           | Pascal Pessiot Jean-Daniel Raulet Philippe Gache        | Peugeot ZNS4 3.0L Turbo V6            | M    | 110   |
| 39 DNF   | C1        | 13  | Courage Compétition                   | Pascal Fabre Jean-Louis Bousquet Jiro Yoneyama          | Cougar C22LM                          | G    | 110   |
| 39 DNF   | C1        | 13  | Courage Compétition                   | Pascal Fabre Jean-Louis Bousquet Jiro Yoneyama          | Porsche Type-935 3.0L Turbo Flat-6    | G    | 110   |
| 40 DNF   | C2        | 102 | Chamberlain Engineering               | John Hotchkis Sr. John Hotchkis Jr. Richard Jones       | Spice SE86C                           | G    | 86    |
| 40 DNF   | C2        | 102 | Chamberlain Engineering               | John Hotchkis Sr. John Hotchkis Jr. Richard Jones       | Hart 418T 1.8L Turbo I4               | G    | 86    |
| 41 DNF   | C1        | 3   | Silk Cut Jaguar Tom Walkinshaw Racing | Davy Jones Derek Daly Jeff Kline                        | Jaguar XJR-9LM                        | D    | 85    |
| 41 DNF   | C1        | 3   | Silk Cut Jaguar Tom Walkinshaw Racing | Davy Jones Derek Daly Jeff Kline                        | Jaguar 7.0L V12                       | D    | 85    |
| 42 DNF   | C1        | 27  | Repsol Brun Motorsport                | Rudi Seher Franz Konrad Andres Vilariño                 | Porsche 962C                          | Y    | 81    |
| 42 DNF   | C1        | 27  | Repsol Brun Motorsport                | Rudi Seher Franz Konrad Andres Vilariño                 | Porsche Type-935 3.0L Turbo Flat-6    | Y    | 81    |
| 43 DNF   | C1        | 5   | Brun Motorsport From-A Racing         | Harald Grohs Akihiko Nakaya Sarel van der Merwe         | Porsche 962C                          | Y    | 78    |
| 43 DNF   | C1        | 5   | Brun Motorsport From-A Racing         | Harald Grohs Akihiko Nakaya Sarel van der Merwe         | Porsche Type-935 3.0L Turbo Flat-6    | Y    | 78    |
| 44 DNF   | C2        | 177 | Automobiles Louis Descartes (ALD)     | Alain Serpaggi Yves Hervalet Louis Descartes            | ALD C289                              | G    | 75    |
| 44 DNF   | C2        | 177 | Automobiles Louis Descartes (ALD)     | Alain Serpaggi Yves Hervalet Louis Descartes            | Ford Cosworth DFL 3.3L V8             | G    | 75    |
| 45 DNF   | C1        | 33  | Team Schuppan                         | Will Hoy Jean Alesi Dominic Dobson                      | Porsche 962C                          | D    | 69    |
| 45 DNF   | C1        | 33  | Team Schuppan                         | Will Hoy Jean Alesi Dominic Dobson                      | Porsche Type-935 3.0L Turbo Flat-6    | D    | 69    |
| 46 DNF   | C1        | 72  | Obermaier Racing Primagaz Competition | Jürgen Lässig Pierre Yver Paul Belmondo                 | Porsche 962C                          | G    | 61    |
| 46 DNF   | C1        | 72  | Obermaier Racing Primagaz Competition | Jürgen Lässig Pierre Yver Paul Belmondo                 | Porsche Type-935 3.0L Turbo Flat-6    | G    | 61    |
| 47 DNF   | C1        | 37  | Toyota Team Tom's                     | Geoff Lees Johnny Dumfries John Watson                  | Toyota 89C-V                          | B    | 58    |
| 47 DNF   | C1        | 37  | Toyota Team Tom's                     | Geoff Lees Johnny Dumfries John Watson                  | Toyota R32V 3.2L Turbo V8             | B    | 58    |
| 48 DNF   | C2        | 151 | Pierre-Alain Lombardi                 | Pierre-Alain Lombardi Bruno Sotty Fabio Magnini         | Spice SE86C                           | G    | 58    |
| 48 DNF   | C2        | 151 | Pierre-Alain Lombardi                 | Pierre-Alain Lombardi Bruno Sotty Fabio Magnini         | Ford Cosworth DFL 3.3L V8             | G    | 58    |
| 49 DNF   | C1        | 6   | Brun Motorsport Alpha Racing Team     | Maurizio Sandro Sala Walter Lechner Roland Ratzenberger | Porsche 962C                          | Y    | 58    |
| 49 DNF   | C1        | 6   | Brun Motorsport Alpha Racing Team     | Maurizio Sandro Sala Walter Lechner Roland Ratzenberger | Porsche Type-935 3.0L Turbo Flat-6    | Y    | 58    |
| 50 DNF   | C1        | 36  | Toyota Team Tom's                     | Hitoshi Ogawa Paolo Barilla Ross Cheever                | Toyota 89C-V                          | B    | 45    |
| 50 DNF   | C1        | 36  | Toyota Team Tom's                     | Hitoshi Ogawa Paolo Barilla Ross Cheever                | Toyota R32V 3.2L Turbo V8             | B    | 45    |
| 51 DNF   | C1        | 11  | Porsche Kremer Racing                 | Hideki Okada George Fouché Masanori Sekiya              | Porsche 962CK6                        | Y    | 42    |
| 51 DNF   | C1        | 11  | Porsche Kremer Racing                 | Hideki Okada George Fouché Masanori Sekiya              | Porsche Type-935 3.0L Turbo Flat-6    | Y    | 42    |
| 52 DNF   | C2        | 105 | Porto Kaleo Team Noël del Bello       | Jean-Claude Justice Noël del Bello Jean-Claude Ferrarin | Tiga GC289                            | G    | 36    |
| 52 DNF   | C2        | 105 | Porto Kaleo Team Noël del Bello       | Jean-Claude Justice Noël del Bello Jean-Claude Ferrarin | Ford Cosworth DFL 3.3L V8             | G    | 36    |
| 53 DNF   | C1        | 38  | Toyota Team Tom's                     | Kauro Hoshino Didier Artzet Keiichi Suzuki              | Toyota 88C                            | B    | 20    |
| 53 DNF   | C1        | 38  | Toyota Team Tom's                     | Kauro Hoshino Didier Artzet Keiichi Suzuki              | Toyota 3S-GTM 2.1L Turbo I4           | B    | 20    |
| 54 DNF   | C2        | 175 | ADA Engineering                       | Ian Harrower Laurence Bristow Colin Pool                | ADA 02B                               | ?    | 14    |
| 54 DNF   | C2        | 175 | ADA Engineering                       | Ian Harrower Laurence Bristow Colin Pool                | Ford Cosworth DFL 3.3L V8             | ?    | 14    |
| 55 DNF   | C1        | 24  | Nissan Motorsports                    | Julian Bailey Mark Blundell Martin Donnelly             | Nissan R89C                           | D    | 5     |
| 55 DNF   | C1        | 24  | Nissan Motorsports                    | Julian Bailey Mark Blundell Martin Donnelly             | Nissan VRH35Z 3.5L Turbo V8           | D    | 5     |
| DNS      | C1        | 51  | WM Secateva                           | Roger Dorchy Michel Maisonneuve Philippe Gache          | WM P489                               | M    | -     |
| DNS      | C1        | 51  | WM Secateva                           | Roger Dorchy Michel Maisonneuve Philippe Gache          | Peugeot ZNS4 3.0L Turbo V6            | M    | -     |
| DNQ      | C1        | 26  | Mussato Action Car                    | Almo Coppelli Franco Scapini Ernst Franzmaier           | Lancia LC2                            | D    | -     |
| DNQ      | C1        | 26  | Mussato Action Car                    | Almo Coppelli Franco Scapini Ernst Franzmaier           | Ferrari 308C 3.0L Turbo V8            | D    | -     |
| DNQ      | C2        | 176 | Automobiles Louis Descartes           | Thierry Serfaty Sylvain Boulay William Batmalle         | ALD 04                                | G    | -     |
| DNQ      | C2        | 176 | Automobiles Louis Descartes           | Thierry Serfaty Sylvain Boulay William Batmalle         | BMW M80 3.5L I6                       | G    | -     |
| DNQ      | C2        | 178 | Didier Bonnet                         | Didier Bonnet Gérard Tremblay Gérard Cuynet             | ALD 05                                | A    | -     |
| DNQ      | C2        | 178 | Didier Bonnet                         | Didier Bonnet Gérard Tremblay Gérard Cuynet             | BMW M80 3.5L I6                       | A    | -     |
| DNQ      | C2        | 179 | Didier Bonnet                         | Jean-Luc Colin François Cardon Yves Bey-Rozet           | ALD 06                                | G    | -     |
| DNQ      | C2        | 179 | Didier Bonnet                         | Jean-Luc Colin François Cardon Yves Bey-Rozet           | BMW M80 3.5L I6                       | G    | -     |